# Любомудрова, Валентина Владимировна
Валентина Владимировна Любомудрова (1 (14) февраля 1918, Тула — 10 ноября 1999, Москва) — советский и российский учёный-правовед и дипломат, кандидат юридических наук, доцент. Специалист по международному праву, занималась изучением проблем самоопределения наций, ликвидации расизма и апартеида в Африке. Заслуженный работник культуры РСФСР (1975).

## Биография
Валентина Владимировна Любомудрова родилась 1 (14) февраля 1918 в городе Туле.
- 1936 год — окончила десять классов начальной школы.
- 1936 год — 1940 год — учёба в Московском юридическом институте.
- 1939 год — 1941 год — работа в МИД СССР в качестве референта правового отдела.
- 1943 год — 1944 год — работа помощником прокурора прокуратуры Удмуртской АССР.
- 1944 год — 1954 год — работа в качестве второго секретаря договорно-правового управления МИД СССР.
- 1948 год — 1957 год — на научной и преподавательской работе доцентом кафедры международного права МГИМО МИД СССР.
- 1948 год — защита диссертации на соискание учёной степени кандидата юридических наук на тему «Международная правосубъектность Советских Союзных Республик».
- 1957 год — 1960 год — работа в Союзе советских обществ дружбы культурных связей с зарубежными странами (ССОД) в должности помощника председателя президиума.
- 1960 год — 1961 год — в должности директора Дома советской культуры, затем заместитель председателя ССОД в Индии.
- 1965 год — 1968 год — заведует отделом стран Африки ССОД, по совместительству работает ответственным секретарём Советской ассоциации дружбы с народами Африки.
- 1968 год — 1975 год — является членом президиума и совета ССОД.
- С 1976 года — на научной и педагогической работе в качестве доцента кафедры международного права Российского университета дружбы народов.

Умерла 10 ноября 1999 года в Москве.

## Научная деятельность
В сферу научных интересов Любомудровой В. В. входило изучение проблем международных отношений африканских стран, в частности право наций на самоопределение, проблемы ликвидации расизма и апартеида в Африке, проблемы колониализма в Африке.
Ею проводилась большая редакционная работа над «Дипломатическим словарём», который в дальнейшем неоднократно переиздавался. За годы работы Валентиной Владимировной опубликовано более 50 научных работ, в том числе она являлась соавтором учебников по международному праву, автором нескольких учебных пособий. Её работы опубликованы в ведущих научных журналах, таких как Правоведение, Советский ежегодник международного права и других.

## Награды
- Орден Трудового Красного Знамени (1971)
- Медаль «За доблестный труд в Великой Отечественной войне» (1945)
- Медаль «За трудовую доблесть» (1954)
- Заслуженный работник культуры РСФСР (1975)[3]

## Некоторые публикации

### Диссертации
- Любомудрова В. В. Международная правосубъектность Советских Союзных Республик. Дис. … канд. юрид. наук. — М.: Издательство Академии общественных наук при ЦК КПСС, 1948.

### Учебники, учебные пособия
- Коллектив авторов. Международное право / Под общ. ред. Е. А. Коровина. — М.: Госюриздат, 1951. — 600 с.
- Любомудрова В. В. Правовое положение иностранных студентов в СССР: Учебное пособие. — М., 1982.
- Коллектив авторов. Освободившиеся страны и международное право: Учебник / Отв. ред. И. П. Блищенко. — М.: Международные отношения, 1987. — 261 с. (гл. II в соавт. с М. Н. Копыловым и М. Л. Энтиным)

### Статьи
- Любомудрова В. В. Нарушение норм международного права англо-американской реакцией // Борьба СССР за демократические принципы международного права. Ученые записки Академии общественных наук : сборник научных статей. — М., 1949. — Вып. 3. — С. 146—163.
- Любомудрова В. В. Страны народной демократии Центральной и Юго-Восточной Европы и международное право // Некоторые вопросы государства и права стран народной демократии Центральной и Юго-Восточной Европы : сборник научных статей. — М.: Издательство АН СССР, 1951. — С. 245—304.
- Любомудрова В. В. Самоопределение наций — одно из основных условий международного сотрудничества и мирного сосуществования // Международно-правовые формы мирного сосуществования государств и наций. Ученые записки Института международных отношений : сборник научных статей. — М.: Издательство ИМО, 1957. — Вып. 1. — С. 16—58.
- Любомудрова В. В. Создание в СССР Союза советских обществ дружбы и культурной связи с зарубежными странами — новый вклад советского народа в дело борьбы за мир // Советский ежегодник международного права, 1958 : сборник научных статей. — М.: Издательство АН СССР, 1959. — С. 388—396.
- Любомудрова В. В. Узники апартеида и международное право // Освободившиеся страны и международное право : сборник научных трудов. — М.: Издательство УДН им. Патриса Лумумбы, 1983.
- Любомудрова В. В. Грубое нарушение норм международного права Южно-Африканской Республикой в Намибии // Правоведение : научный журнал. — 1984. — № 6. — С. 70—77.
- Любомудрова В. В. Иностранная эксплуатация природных богатств Намибии — нарушение международного права // Международное право в практике освободившихся стран. — М., 1988.
- Копылов М. Н., Любомудрова В. В., Старушенко Г. Б. Международно-правовые проблемы ликвидации расизма и апартеида в Африке // Международно-правовые проблемы стран Африки. — М., 1989.